# 津軽寧親
津軽 寧親（つがる やすちか）は、江戸時代中期から後期にかけての旗本・大名。交代寄合陸奥黒石領6代当主。のち陸奥弘前藩9代藩主。官位は従四位下・侍従、右京大夫。

## 生涯
明和2年（1765年）1月17日、陸奥弘前藩分家の黒石領5代当主・津軽著高の長男として誕生。

### 旗本寄合席時代
安永7年（1778年）5月6日、黒石領4000石と黒石津軽家の家督を継ぐ。安永9年（1780年）11月18日、10代将軍・徳川家治に御目見する。天明2年（1782年）4月16日、本家弘前藩7代藩主・津軽信寧より偏諱を受け、寧親と改名した。天明7年（1787年）に父同様に本所深川火事場見廻役となっている。

### 藩主時代
寛政3年（1791年）8月28日、信寧の子で本家の藩主であった津軽信明が若死にしたため、その養嗣子として跡を継いだ（黒石領は長男の典暁が継いだ）。同年10月1日、11代将軍・徳川家斉に御目見した。同年12月16日、従五位下・出羽守に叙任した。文化2年（1805年）5月15日、蝦夷地警備の功績により、７万石に高直しされる。文化8年12月18日（1812年）、蝦夷地警備の功績により、従四位下に昇進、10万石に高直しされる。文政3年12月16日（1821年）、侍従に任官する。
藩政においては信明の改革を受け継ぎ、幾つかの政策を行った。他藩からの移民開拓者を求めるために人寄役を設置し、寛政8年（1796年）には藩校・稽古館を創設した。寛政9年（1797年）には藩の法令『寛政律』を制定するなど努力したが、信明時代に行なわれていた武士による半農農村復興政策は失敗に終わった。寛政4年12月28日（1793年2月8日）、西津軽地震発生、領内に被害が出た。
文化2年（1805年）、蝦夷地の警備における功績により、幕府の許可により高直しが行なわれて7万石、後に10万石の大名となった。四品に叙任された翌年の文化6年（1809年）には、支藩である黒石藩を立藩している。ただし格式上の石高（表高）が増えたと言っても新規の領地が増えたわけではないため、収入はそのままに「10万石の大名」としての格式相応の出費（江戸在府時の格式に見合う出費、参勤交代の規模など）を強いられることとなる。さらに相次ぐ改革と蝦夷地警備などにおいて出費が莫大なものとなり、それを賄うために領民に重税を強いたため、文化10年（1813年）に民次郎一揆が起こった。
文政4年（1821年）には家格が盛岡藩より上昇したことを妬まれて、盛岡藩関係者による相馬大作事件と呼ばれるテロ事件が発生している。文政8年（1825年）4月10日に家督を次男・信順に譲って隠居し、向陽館・広州と号した。
以後は俳句を楽しみ、如山・栖鶴・琴亭という俳号を残している。天保4年（1833年）6月14日、江戸で死去した。享年69。

## 系譜
- 父：津軽著高
- 母：黒田直純の娘
- 養父：津軽信明
- 正室：福姫 - 杉浦正勝の娘
  - 長男：津軽典暁（1789-1805）
  - 次男：津軽信順（1800-1862）
- 側室：光円院 - 伊東英保の娘
- 側室：桂法院 - 平沼養敬の娘
- 側室：密乗院 - 糸屋小兵衛の娘
- 側室：春野 - 板倉屋長兵衛の姉
- 側室：高瀬 - 梅月堂の叔母
- 生母不明の子女
  - 女子：安藤信義正室後に板倉勝職継室後に岩城隆喜継室
  - 女子：堀直央正室
  - 女子：森忠哲正室

## 主要家臣
文政4年に刊行された須原屋茂兵衛蔵版の武鑑に見られる主要家臣は以下の通り。
【家老】
津軽監物、津軽頼母、渡辺将監
【城代】
津軽式部
【番頭】
西舘宇膳（用人兼務）、高倉六郎兵衛（用人兼務）、津軽右近、溝江伝左衛門、竹内源太夫、沢与左衛門、斉藤小左衛門、堀五左衛門、杉山八五郎、津軽俊吉
【用人（番頭兼務者除く）】
若松伴太夫（定府）、高杉左兵衛、笠原八郎兵衛（城使兼務）、平岡群蔵（定府、側用人および附兼務）、三橋左十郎（側用人および附兼務）、安西助市（定府、側用人兼務）
【城使（用人兼務者除く）】
河合半右衛門

## 偏諱を受けた人物
- 津軽親足 - 黒石津軽家、実父は黒田直亨（寧親の外祖父・黒田直純の養子）で縁戚関係にあり、その縁により長男・典暁の早世後はこの養嗣子となる。また寧親の計らいにより大名に昇格し、黒石藩初代藩主となる。